# Мемфис-блюз
Мемфис-блюз (англ. Memphis blues) — жанр блюз-музыки, появившийся в 1910-е — 1930-е годы в городе Мемфис в среде местных музыкантов, таких, как Фрэнк Стоукс, Слипи Джон Эстес, Фёрри Льюис и Мемфис Минни. Жанр был популярен в водевилях и шоу странствующих лекарей и ассоциировался с заведениями на улице Бил-стрит в главном развлекательном квартале Мемфиса. В 1912 году композицию «Мемфис-блюз» сочинил «отец блюза», Уильям Кристофер Хэнди. В литературе упоминание этого музыкального жанра часто используется для описания подавленного настроения. Мемфис-блюз сыграл важную роль в развитии электрик-блюза, рок-н-ролла, блюз-рока и хэви-металл.

## История

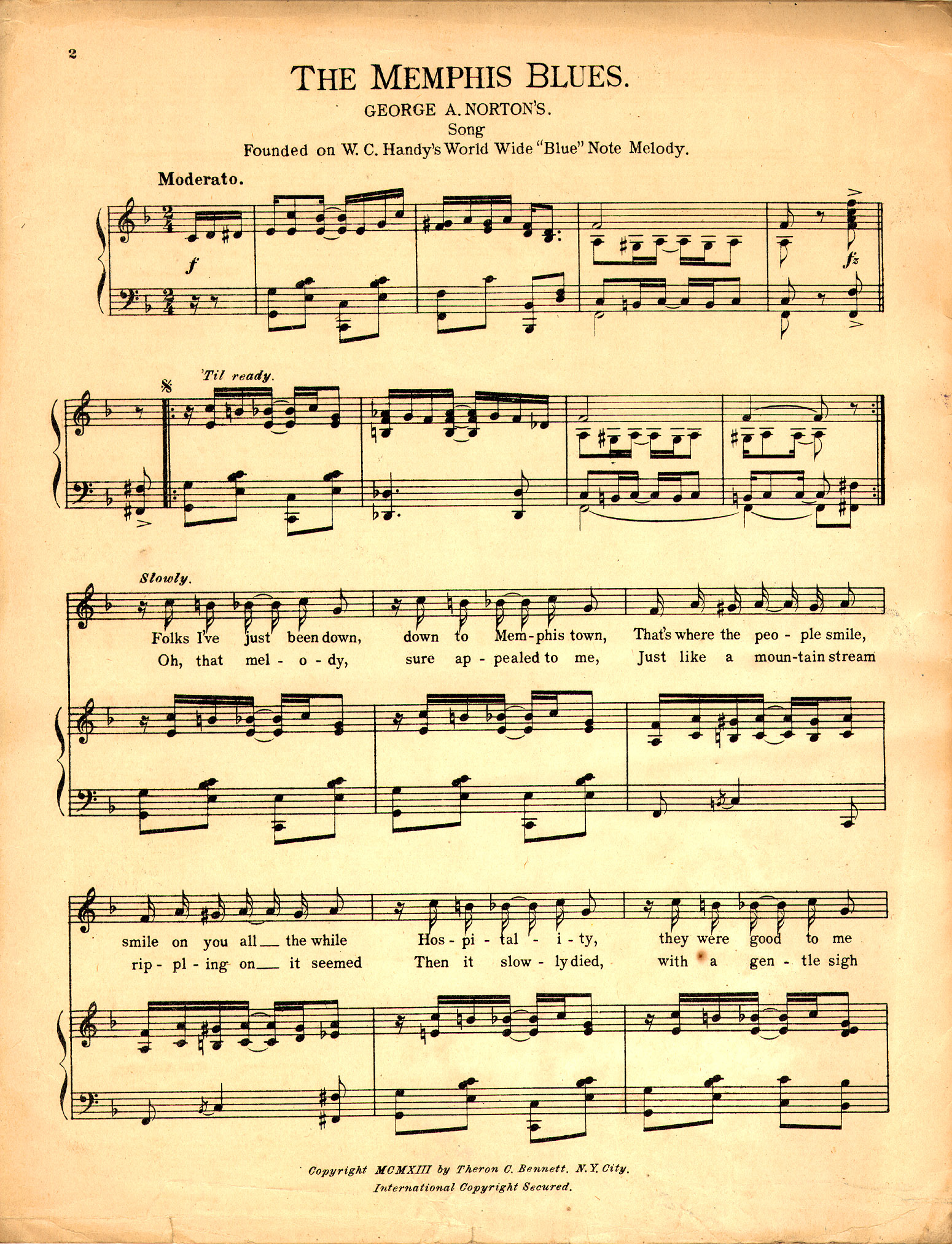
Ноты «Мемфис-блюза»

Мемфис-блюз был чрезвычайно популярен среди блюзовых бас-гитаристов и джаг-бэндов, таких, как «Газ Кэннон Джаг Стомперс» и «Мемфис Джаг Бэнд». Стиль джаг-бэндов носил подчеркнуто танцевальный характер, содержал синкопированный ритмы раннего джаза и ряд других архаических народных стилей. Музыканты играли на простых, иногда самодельных инструментах таких, как губная гармоника, скрипка, мандолина, банджо и гитара, использовали стиральные доски, казу, варган и джаг.
После Второй мировой войны, когда афроамериканцы стали переселяться из дельты реки Миссисипи и других бедных районов на юге в города, многие музыканты, переехавшие в Мемфис, стали использовать композиции мемфис-блюза, изменив их классическое звучание. Хаулин Вулф, Уилли Никс, Айк Тёрнер и Би Би Кинг, игравшие в то время в заведениях на улице Бил-стрит и в Уэст-Мемфисе, записали некоторые из классических композиций электрик-блюза, ритм-энд-блюза и рок-н-ролла на студии звукозаписывающей компании «Сан Рэкордс». Музыкантов обнаружил продюсер Сэм Филлипс. Они оказали сильное влияние на последующие поколения музыкантов, работавших в этих стилях, многие из которых также впервые были записаны на студии «Сан Рэкордс». В 1954 году Сэм Филлипс обнаружил Элвиса Пресли, и звукозаписывающая компания, ориентируясь на потребителя, стала выпускать пластинки в стиле рок-н-ролл.
Кроме перечисленных выше музыкантов и композиторов, произведения в стиле мемфис-блюза сочиняли и исполняли Альберт Кинг, Бобби Соуэлл, Доктор Росс, Дональд Дак Данн, Айда Кокс, Джеймс Коттон, Джо Хилл Луис, Джон Ли Хукер, Джуниор Паркер, Литтл Милтон, Пэт Хэй, Роберт Уилкинс, Роско Гордон, Уилли Джонсон, Джуниор Уэллс и Миссисипи Джон Хёрт.